# Oskar Lundberg
För konstnären, se Oscar Lundberg.
Johan Oskar Mauritz Lundberg, född 26 april 1882 i Ekeby, död 10 september 1956 i Uppsala, var en svensk arkeolog och bibliotekarie. 
Lundberg, som var filosofie doktor och förste bibliotekarie vid Carolina Rediviva, var sekreterare i Upplands fornminnesförening 1918–1921 och 1925–1939. Åren 1924–1925 var han verksam i USA. Lundbergs främsta forskningsområde var Uppland. 
Under ett längre uppehåll i Aberdeen i slutet av 1940-talet kom han i kontakt med representanter för British Council och Aberdeens universitet och var en av initiativtagarna till den första Vikingakongressen på Shetlandsöarna 1950. Han var aktiv i utvecklandet av dessa återkommande vikingakongresser under återstoden av sitt liv. 
Bland hans verk märks Härnevi (1912), Byar och bönder i Alunda för 600 år sedan (1913 tillsammans med Anders Grape), I Sten Sture-frågan anno 1923 (1923), Gullbacken och Gullögla (1931) och Forntopografiska forskningsmetoder tillämpade på Kumla socken i Närke (1951).